# Policajac
Policajac (ženska osoba: policajka) svaka je osoba koja radi u službi policije kao službena osoba koja se bavi održavanjem mira i sigurnosti, te provođenjem zakona u ime države na nekom određenom području.

## Vanjske poveznice

### Ostali projekti
|  | Zajednički poslužitelj ima stranicu o temi Policajac            |
|  | Zajednički poslužitelj ima još gradiva o temi Hrvatska policija |